# Scalptia crenifera
Scalptia crenifera is een slakkensoort uit de familie van de Cancellariidae. De wetenschappelijke naam van de soort werd in 1832 voor het eerst geldig gepubliceerd door George Brettingham Sowerby I.